# Suzanne Ciani
Suzanne Ciani (4 de juny de 1946) és una compositora, pianista i productora musical estatunidenca d'origen italià. És pionera en el camp de la música electrònica. Va ser una de les primeres dones a fer-se un nom en el món de la música New Age. Va ser la inventora del so Coca-Cola, patentat per aquesta empresa. Entre els reconeixements a la seva obra destaquen cinc nominacions als premis Grammy i un Globus d'Or.

## Inicis
Filla d'un prestigiós cirurgià i neta d'immigrants italians, Ciani és la tercera de sis germans. Des de molt jove va sentir interès per la música. Als set anys la seva mare va portar a casa una col·lecció de discos de música clàssica i Suzanne es va impressionar amb les obres de Bach, Mozart o Beethoven. Va decidir aprendre a tocar el piano encara que, al no agradar-li massa el seu professor, va aprendre solfeig sense cap ajuda.
Sent ja estudiant en el Wellesley College, Suzanne va començar a dividir el seu temps entre la composició i la interpretació. En aquesta època va començar també el seu interès per la tecnologia quan un professor del MIT li va explicar que estava intentant que un ordinador reproduís el so d'un violí.
Després de la seva graduació en el Wellsley College, Ciani es va traslladar a la Universitat de Berkeley en la qual va seguir estudiant composició. Durant aquest període, finals dels anys 60, va conèixer a tres dels fundadors de la música electrònica: John Chowning, Max Matthews i Don Buchla. Va començar a treballar per Buchla soldant sintetitzadors. Va dedicar els següents deu anys de la seva vida a explorar les possibilitats d'aquest instrument, que ella mateixa va construir amb diverses peces que va anar adquirint i va anomenar Buchla. Per a Suzanne Ciani, la màgia del sintetitzador radica en la seva capacitat de produir sons que cap altre instrument pot crear.
Per poder anar ampliant el seu Buchla amb nous components, Suzanne va intentar aconseguir un treball com a enginyera de so. En aquesta època, principis dels anys 70, la tasca va resultar del tot impossible per a una dona. El 1974, Ciani va decidir traslladar-se a Nova York i crear la seva pròpia companyia, Ciani/Musica, especialitzada a crear música i efectes sonors per a anuncis de televisió i videojocs. Va realitzar anuncis per a companyies com American Express, General Electric, Atari i Coca-cola. Ciani va aconseguir amb el seu sintetitzador realitzar el so d'una ampolla de Coca-cola obrint-se que es va fer molt popular. Va crear nombrosos temes i logos per a la companyia de refrescos, com la música que acompanyava a l'espot de "Una Coca-cola i un somriure" (Have a Coke and Smile).
Va fundar una societat sense ànim de lucre, la Electronic Center for New Music (Centre electrònic per a la nova música) amb la qual intentava promocionar les noves tecnologies en el camp de la música. La societat va fracassar, ja que els patrocinadors no van confiar en una dona pràcticament desconeguda que componia amb un instrument poc utilitzat en l'època.

## Primers enregistraments
Suzanne va intentar entrar al món de les discogràfiques però se li va presentar el mateix problema: ningú confiava en el sintetitzador. Va decidir que ella mateixa es produiria el seu primer enregistrament. Va trigar dos anys a aconseguir-ho, ja que ho va compaginar amb el seu treball en Ciani/Musica i tan sols li dedicava els caps de setmana. L'àlbum Seven Waves es va convertir en número u al Japó, primer país en el qual va aparèixer publicat per la companyia Victor Co..
El seu segon àlbum, The Velocity of Love, va ser publicat per la companyia nord-americana RCA el 1986. El 1987 va signar un contracte amb la discogràfica Private Music on va produir el seu àlbum Neverland que va obtenir una nominació als premis Grammy.
Suzanne es va traslladar de nou a Califòrnia percrear el seu nou àlbum, History of My Heart. La companyia Private Music es va traslladar també amb la mala fortuna que, en el trasllat, el disc es va extraviar. Suzanne es va afectar notablement per aquesta pèrdua i es va veure incapaç de gravar un nou disc. Peter Baumman, propietari de Private Music, la va animar a gravar un disc de piano clàssic que es va publicar amb el nom de Pianissimo i que va comptar amb el patrocini de l'empresa Yamaha.

## Tornada als orígens
El 1989, Ciani va viatjar a Itàlia, país en el qual va conèixer als seus avantpassats i on va compondre Hotel Lluna, disc bàsicament electrònic però que conté algunes peces amb instruments acústics. L'àlbum va rebre una nova nominació als Grammy. L'últim àlbum que l'artista va gravar amb la companyia de Baumman va ser The Private Music of Suzanne Ciani.
A principis dels anys 90, Ciani va descobrir que patia càncer de pit. Va decidir que volia guarir-se i dedicar-se plenament a la seva passió: la música electrònica. Es va instal·lar a la ciutat de Bolinas, a Califòrnia, on va trobar la inspiració per algunes de les seves músiques. El 1994 va contreure matrimoni amb l'advocat Joe Anderson que la va ajudar a crear la seva pròpia companyia discogràfica, Seventh Wave, amb la qual va publicar el seu àlbum Dream Suite.
A més de les seves diferents produccions discogràfiques, Suzanne Ciani ha dut a terme diverses col·laboracions per a bandes sonores de pel·lícules entre les quals destaquen The Incredible Shrinking Woman (La increïble dona minvant) o Mother Theresa. També ha col·laborat en diferents produccions televisives. Ha fet gires per Argentina (al costat de Julio Mazziotti), Estats Units, Canadà, Itàlia, Espanya, Mèxic, Uruguai (al costat de Kitaro i Emil Montgomery) i diferents països d'Àsia. Ha participat en el Sónar del 2017 i en el Primavera Sound el 2019.

## Discografia
- Seven Waves - 1982
- The Velocity of Love - 1985
- Neverland - 1988
- History of My Heart - 1989
- Pianissimo - 1990
- Hotel Lluna - 1991
- The Private Music of Suzanne Ciani - 1992
- Dream Suit - 1994
- Pianissimo II - 1996
- A Very Green Christmas - 1997
- Suzanne Ciani And The Wave Live! - 1997
- Turning - 1999
- Pianissimo III - 2001
- Meditations for Dreams, Relaxation, and Sleep - 2002
- Pure Romanç - 2003
- Silver Ship - 2005
- Lixiviation 1969-1985 (recopilatori) - 2012
- Logo Presentation Reels 1985 - 2012
- Buchla Concerts 1975 - 2016
- LIVE Quadraphonic - 2018

## Guardons
Nominacions:
- 1989: Grammy al millor àlbum de new-age
- 1992: Grammy al millor àlbum de new-age
- 1996: Grammy al millor àlbum de new-age
- 2000: Grammy al millor àlbum de new-age